# Fritz Ketz
Fritz Ketz, właśc. Friedrich Adolf Ketz (ur. 12 czerwca 1903 w Duisburgu, zm. 15 lipca 1983 w Pfullingen) – niemiecki malarz i grafik, reprezentant realizmu ekspresyjnego. Był znaczącym przedstawicielem malarstwa akwarelowego w niemieckiej sztuce XX wieku.

## Życiorys

### Dzieciństwo i młodość
Urodził się 12 czerwca 1903 roku w Duisburgu-Hambornie jako najmłodszy syn z siedmiorga dzieci, przybyłego z Schönerswalde, pow. Rosenberg (pol. Szeplerzyzna, pow. Susz) w ówczesnych Prusach Zachodnich Hermanna Ketza i pochodzącej z Herford (Westfalia) Marthy Ketz, z domu Austmann. W 1918 r. przeniósł się z rodzicami w rodzinne strony ojca do Karrasch (pol. Karaś) koło Deutsch-Eylau (Iława, woj. warmińsko-mazurskie). Sytuacja finansowa rodziców nie pozwalała mu na podjęcie studiów w zakresie sztuk pięknych, zdecydował się więc wstąpić do wojska, gdyż po 12-letniej służbie mógł otrzymać gratyfikacje umożliwiające dalszą edukację.
W 1920 roku 17-letni Ketz wstąpił do Reichswehry; po ukończeniu dwuletniego szkolenia podstawowego w Marienburgu (pol. Malbork) został rysownikiem wojskowym, co przybliżało go do jego zasadniczego celu, jakim było zostanie artystą. Stacjonował w różnych miejscach Prus Wschodnich i Zachodnich, głównie w Königsbergu (pol. Królewiec, ros. Kaliningrad), a następnie w Berlinie.
W 1929 r. znalazł się w Ludwigsburgu koło Stuttgartu. W ostatnich trzech latach służby wojskowej pobierał nauki u stuttgarckich artystów malarzy i uczęszczał jako wolny słuchacz na zajęcia w Szkole Rzemiosła Artystycznego w Stuttgarcie, brał też prywatne lekcje rysunku: aktu u Wilhelma Blutbachera, głowy u Brunona von Sandena.
Po zwolnieniu z wojska w 1932 r. rozpoczął studia w Kunstakademie Stuttgart (Akademii Sztuk Pięknych w Stuttgarcie), której dyrektorem był wówczas (do 1937) Bernhard Pankok. Ketz osiedlił się początkowo w Neckarweihingen koło Ludwigsburga, a później w Stuttgarcie. Jego nauczycielami w Akademii Sztuk Pięknych byli m.in. Hans Spiegel, Alexander Eckener i Anton Kolig.
W 1933 r. ożenił się z Elisabeth Freiberg, w 1941 r. małżeństwo to zostało rozwiązane.

### Okres przedwojenny i lata wojny
W latach 1934–1935 odbyły się w Stuttgarcie indywidualne wystawy Ketza. Jednak obraz przeznaczony na pierwszą Wielką Wystawę Sztuki Niemieckiej w 1937 r. w monachijskim Haus der Kunst został odrzucony. W 1938 r. Ketz brał udział w wystawach zbiorowych organizowanych przez Wirtemberskie Towarzystwo Sztuk Pięknych i Związek Artystów w Stuttgarcie, wówczas też wprowadził się do atelier u prof. Hansa Spiegla.
Na początku 1938 r. wraz z kolegą, malarzem Gustlem (Augustem) Illenbergerem, odbył podróż do Włoch, w czasie której powstały liczne akwarele, rysunki i kilka obrazów olejnych. Pod koniec lat 30. i na początku 40. XX w. Ketz, jako niezależny artysta, coraz bardziej popadał w konflikt z narodowym socjalizmem. Tworzył krytyczne prace, m.in. akwarele i rysunki, które musiał ukrywać.
W 1943 r. pojechał – choć było to niebezpieczne – po raz ostatni do Karrasch (pol. Karaś), by odwiedzić matkę, która dwa lata później zmarła podczas wysiedlania Niemców z Prus Wschodnich w 1945 r.
Po donosie, złożonym do gestapo w 1944 r. przez konkurujących z nim kolegów malarzy na temat jego krytycznych prac oraz poglądów, Ketz zniszczył większą część obrazów, a nieliczne pozostałe nosił przy sobie w walizce w obawie przed rewizjami domowymi. W ten sposób przetrwały III Rzeszę i zostały opublikowane po 1945 r. ze wstępem Jakoba Witscha.
Podczas nalotu na Stuttgart w 1944 r. spłonęły prawie wszystkie jego prace z wczesnego okresu, sam artysta uratował się przez przypadek. Ketz musiał się ukrywać, w czym pomogli mu stuttgarccy przyjaciele i architekt szwajcarski Attilio Calegari. Zaprzyjaźniona rodzina Scholkmannów z Pfullingen ulokowała go w domku letnim niedaleko zamku Lichtenstein w Jurze Szwabskiej, gdzie doczekał szczęśliwie końca wojny.

### Lata powojenne

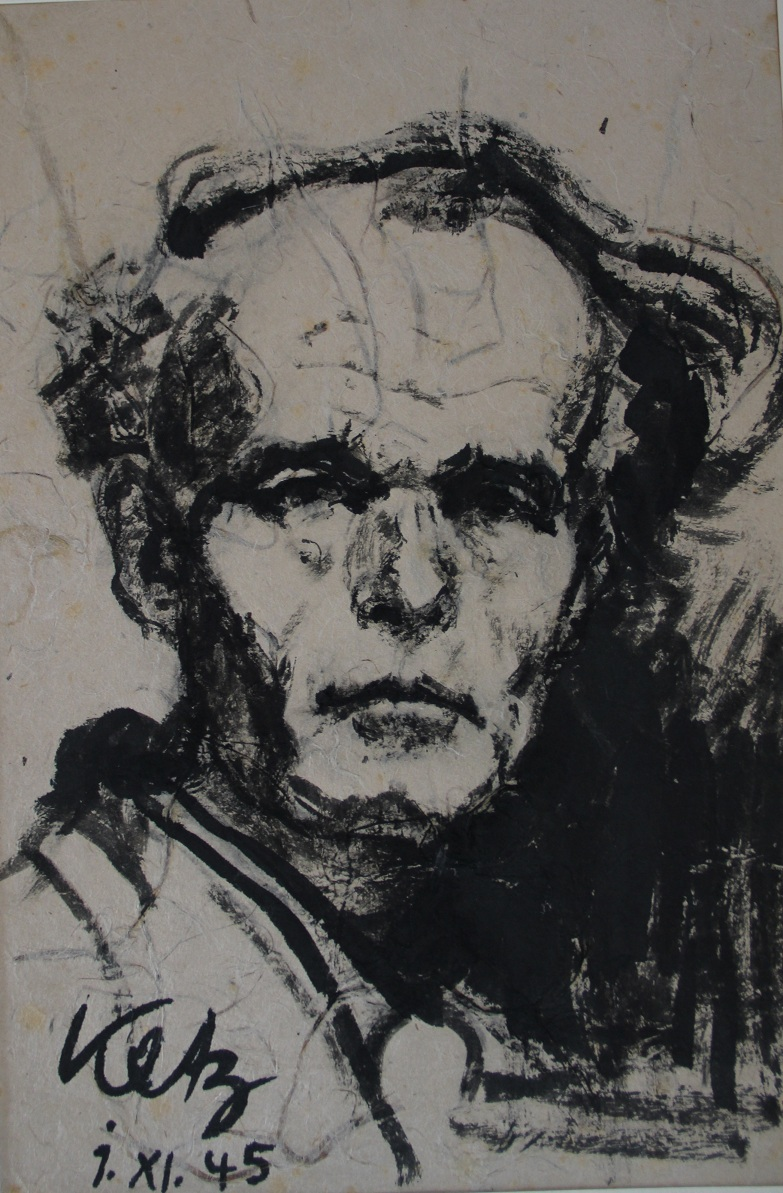
Selbst (1-11-45)

Po wojnie Ketz znalazł dzięki swym mecenasom schronienie w pewnym majątku koło Pfullingen. W 1953 r. zbudował sobie sam atelier (według planów Calegariego), które rozbudował w 1972 r. Mieszkał tam i pracował do śmierci w 1983 r. Na początku lat 50. otrzymał zaproszenia do objęcia profesury w akademiach sztuk pięknych w Karlsruhe, Dreźnie oraz w Toronto (Kanada), których jednak nie przyjął.
Tuż po wojnie i nawet jeszcze w latach 50. był w dużym stopniu zależny od pomocy przyjaciół, m.in. historyka sztuki Rainera Hartmanna i jego rodziny, a także od okolicznych rolników. Farby i duże ilości papieru rysunkowego dostawał przeważnie od pewnego fabrykanta papieru. Za żywność często płacił rysunkami lub obrazami. Do dziś można spotkać jego obrazy w chłopskich domach koło Pfullingen lub w pobliskich gospodach, np. w gospodzie „Pod Łabędziem” w Metzingen jest „izba Ketza” obwieszona jego licznymi akwarelami.
Dopiero w latach 70. XX w. do domu malarza podłączono elektryczność i wodę. Przedtem Ketz korzystał tylko ze studni i generatora prądu, ale zbudował sobie i wyposażył małe obserwatorium astronomiczne – astronomia stała się jego drugą pasją.
W latach 1950 i 1952 odwiedzał kilkakrotnie Zagłębie Ruhry. Powstałe tam liczne rysunki i akwarele przedstawiają ludzi pracujących w portach rzecznych i kopalniach.
Około 1953 r. Ketz dołączył do telegramm-gruppe w Reutlingen, założonej w 1952 r. przez pisarzy Güntera Brunona Fuchsa i Richarda Salisa oraz malarza Winanda Victora. Celem grupy było wydawanie czasopisma w formie pism ulotnych na temat literatury i sztuki, tzw. telegramów. Do 1958 r. grupa wydawała szyfrowane wiadomości skierowane przeciw wojnie i przemocy z ilustracjami Ketza. Pozostałymi członkami grupy byli: pisarze Dietrich Kirsch, Werner Dohm, Willy Leygraf i Rudolf Paul oraz muzyk i kompozytor Walther Hecklinger. Z grupą związany był też pisarz Martin Gregor-Dellin. W telegramme (ukazało się w sumie 15 numerów pisma). publikowali też swoje teksty młodzi autorzy (Peter Härtling, Helmut Heißenbüttel, Heinz Piontek, Johannes Poethen). Ketz współpracował również z powstałym w 1951 r. w Pfullingen wydawnictwem Günter Neske Verlag (w 1993 zostało przejęte przez wydawnictwo Klett-Cotta), będącym ważnym forum dyskusyjnym poświęconym literaturze, sztuce i filozofii młodej Republiki Federalnej.
Na przełomie lat 50. i 60. Ketz bywał kilkakrotnie w Szwajcarii (miał kilka wystaw w Zurychu i Bernie), był też w Lüneburger Heide, a w 1972 r. w Danii i w 1975 r. w Szwecji. Podróże te przyniosły obfity plon w postaci pejzaży – obrazów i rysunków.

## Twórczość (wybór)

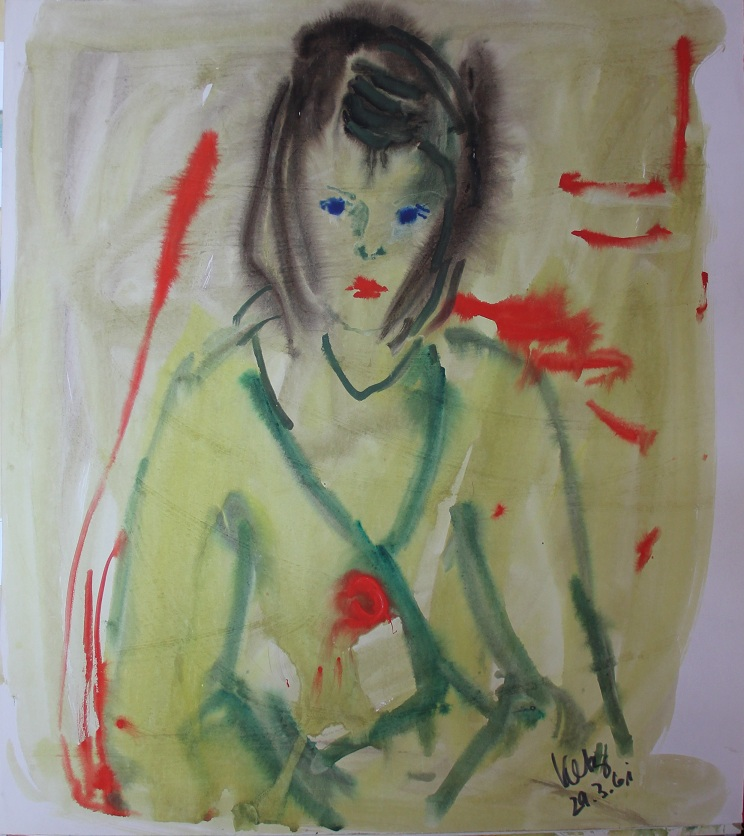
Mädchen (29-3-61)

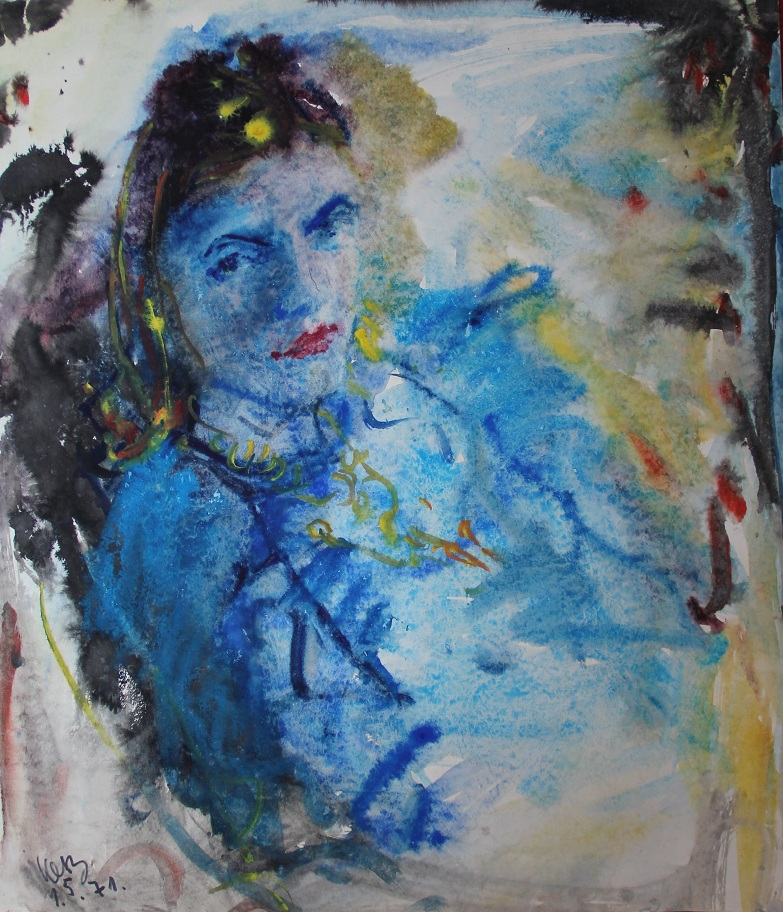
Frau in Blau (1-5-71)

Pierwszą publikacją prac Ketza po wojnie była teka „Gestalten und Bilder” (Postacie i obrazy), wydana w 1947 r. przez wydawnictwo Witscha w Reutlingen, zawierająca reprodukcje ośmiu uratowanych z wojny akwarel wykonanych tuszem. Artysta przedstawił w nich koszmar tamtych czasów, rozpacz i nieszczęścia ludzi: deportowanych Żydów, żołnierzy ruszających na front, matek opłakujących poległych synów, młodziutkiego partyzanta. O pracach tych pisał historyk sztuki i krytyk Otto Gillen. Jedna z nich znajduje się dziś w zbiorach Niemieckiego Muzeum Historycznego (Deutsches Historisches Museum) w Berlinie.
Ketz stosunkowo wcześnie zainteresował się akwarelą. Technika ta, obok rysunku, najbardziej odpowiadała jego temperamentowi artystycznemu, wymagającemu szybkiego utrwalenia nastroju chwili. Obrazy Ketza nie mają tytułów, opatrzone są tylko podpisem i najczęściej dokładną datą. Jego ulubione tematy po wojnie to – w rysunku tuszem – praca szwabskich chłopów, a w żywych barwach akwareli – krajobraz Jury Szwabskiej o różnych porach roku i przede wszystkim kwiaty ze znajdującego się w sąsiedztwie atelier ogrodu. W swych pracach przedstawiał robotników z Zagłębia Ruhry, nieobca była mu też tematyka religijna – m.in. w latach 1946–1947 powstał „Passionszyklus” (cykl pasyjny) w akwareli tuszem. „Posępna skarga”, „rzucona na papier w upiornym milczeniu” – tak Werner Steinberg scharakteryzował w 1945 r. czarno-białe prace Ketza.
Od delikatnych, raczej niewielkich akwarel z lat 40. Ketz przechodził w latach 50. do coraz większych formatów i takiej intensywności koloru, która siłę wyrazu jego akwarel zbliżała do malarstwa olejnego.
Około 1960 r. zdecydował się na format 70×80 cm, najlepiej odpowiadający jego dynamicznej metodzie pracy, i w tym formacie powstała już większość jego akwarel i obrazów olejnych. Malował przeważnie mokro na suchym, używając papieru rysunkowego, któremu nadawał drucianą szczotką i papierem ściernym specjalną fakturę, aby farba miała oparcie, a wilgoć mogła wsiąknąć. Ketz nie robił szkiców wstępnych, malował bezpośrednio z natury. Poza portretami prawie wszystkie jego prace powstawały w plenerze, niezależnie od pogody. Są obrazy, na których widać ślady kropli deszczu czy piasku z wydm, są też akwarele zimowe ze śladami mrozu w postaci kwiatów lodowych. Artysta wymrażał je na wolnym powietrzu, aby w atelier zamarznięta farba nie rozlała się na papierze. W ten sposób w procesie malowania nakładały się na siebie nie tylko farby, lecz także struktury rozmaitego pochodzenia.
Malarstwo plenerowe wymaga dużego tempa pracy. Powstawały więc całe serie akwarel na ten sam temat. W atelier Ketz przyglądał się im krytycznie całymi dniami, aby większość spalić. Pozostawały tylko te, które uznał za najbardziej udane.
W wielkoformatowych akwarelach odnajdujemy znaną z rysunków kreskę, ale zaznaczoną przez pociągnięcie grubszego lub cienkiego pędzla. Ketz łączył wszelkie techniki rysunku, malarstwa olejnego i akwarelowego, by w kombinacjach barw i form przedstawiać pejzaż, kwiat, człowieka, zwierzę, las czy porę roku. Około 1960 r. pojawił się w jego akwarelach styl pisany. Zarówno temat, jak i tło malował mocnymi, szerokimi pociągnięciami, zdecydowanie i grubo nakładał farby obok siebie lub warstwami. Kładąc bardzo suche farby przy lub na partiach wilgotnych czy wręcz rozpływających się, artysta uzyskiwał efekt graficznego szyfru. W ten sposób zamieniał odnoszący się do konkretnego wyobrażenia temat obrazu w różnobarwne i różnokształtne abstrakcyjne znaki.
Tło na brzegach i w rogach prac niejako się usamodzielnia, tworząc własne obrazy i odniesienia. Widać tu pokrewieństwo z surowością art brut czy spontanicznością action painting, tymi pracami Ketz zaznaczył swoją obecność w art informel lat 60. XX w.
Około 1970 r. w obrazach Ketza konkretne motywy coraz częściej prowadzą grę z tłem, wyłaniają się z tła, wnikają w tło lub stanowią dlań kontrapunkt. Mimo że często sprawiają wrażenie plakatu, to jednak obrazy te za pomocą barw i form opowiadają historie. Także do nich można zastosować słowa Ernsta Ludwiga Kirchnera:

Nie powinno się oceniać moich obrazów pod kątem wierności rzeczywistości, nie są one bowiem odwzorowaniami określonych rzeczy czy istot, lecz samodzielnymi organizmami składającymi się z linii, płaszczyzn i kolorów; formy naturalne występują tu tylko o tyle, o ile stanowią klucz do zrozumienia przesłania. Moje obrazy są przypowieściami, nie ilustracjami. Formy i barwy nie są piękne same w sobie, lecz takie, jak je odbiera nasza psychika. Jest coś z tajemnicy w relacji między człowiekiem a rzeczami, podobnie jak w tym, co kryją farby i rama. I to łączy wszystko z życiem, ze sprawami oczywistymi ; właśnie takiego piękna poszukuję…

Ketza nie interesowały zbytnio formalne aspekty kompozycji kolorystycznej czy figuralnej, mimo że zapewne dokładnie je studiował. W obrazach jego nauczycieli z akademii stuttgarckiej są one bardzo widoczne, częściowo także w jego własnych wczesnych pracach, o ile można to wywnioskować na podstawie tych nielicznych, które się zachowały. Natomiast prace z dojrzałego okresu twórczości (od końca lat 40.), szczególnie rysunki i akwarele, świadczą o tym, że w konfrontacji z tematem artysta kierował się bezpośrednim zaangażowaniem i za najważniejszy uważał swój emocjonalny stosunek do tego, co chciał przedstawić.
Być może to jedna z przyczyn tego, że w akwarelach Ketza przedstawiających pejzaże czy kwiaty – inaczej niż na rysunkach – prawie nigdy nie pojawiają się ludzie. Artysta usuwa ich ze swoich obrazów zdecydowanie i równie konsekwentnie, jak Caspar David Friedrich 150 lat wcześniej odwracał swoje słynne postacie tyłem do widza, przeznaczając im rolę obserwatorów podziwiających potęgę natury.

### Spuścizna
Spuścizną po Fritzu Ketzu zarządzają jego synowie – Jörn-Uwe Droemann i Jens-Christian Rehm oraz matka ostatniego Barbara Rehm. Duża część spuścizny obejmującej kilka tysięcy akwarel, obrazów olejnych, rysunków i grafik została skatalogowana i zinwentaryzowana przez Galerie Schlichtenmaier z siedzibą w Stuttgarcie i Dätzingen.

## Wystawy (wybór)
1934–1935
- pierwsza wystawa indywidualna, Stuttgart

1938
- Wystawa Styczniowa Wirtemberskiego Towarzystwa Sztuk Pięknych, Stuttgart
- Wystawa Wiosenna Związku Artystów, Stuttgart

1939
- wystawa Wirtemberskiego Towarzystwa Sztuk Pięknych, Stuttgart
- wystawa Wirtemberskiego Związku Artystów w Towarzystwie Sztuk Pięknych, Stuttgart

1942
- Kunsthaus Schaller, Stuttgart

1943
- wystawa Towarzystwa Sztuk Pięknych, Ulm
- Wystawa Artystów Stuttgarckich w Kunsthalle, Mülhausen (Alzacja)

1946
- wystawa indywidualna w Reutlinger Heimatmuseum, Reutlingen

1949
- Galeria Państwowa (z Hansem Molfenterem), Stuttgart

1952 i 1953
- wystawa zbiorowa w Spendhaus (m.in. z Giselą Bär, Margheritą Böhringer, Ilse i Robertem-Heinrichem Nachbauerami, Riką Unger, Martinem Seitzem), Reutlingen

1956
- wystawa telegramm-gruppe w Monachium, zorganizowana przez Związek Artystów Plastyków (Schutzverband bildender Künstler, SBK) w pawilonie wystawowym Starego Ogrodu Botanicznego

1956
- wystawa zbiorowa w Spendhaus (z Winandem Victorem, Giselą Bär, Klausem Wrage), Reutlingen

1958 i 1969
- Galeria „Insel”, Karlsruhe

1961
- Galerie des Deutschen Bücherbundes (Galeria Niemieckiego Towarzystwa Książki), Karlsruhe
- Technisches Rathaus, Tybinga
- Galerie Valentien, Stuttgart

1962, 1963, 1964, 1968
- Galerie Kirchgasse, Zurych

1963
- Galerie Dobiaschofsky, Berno

1965
- wystawy indywidualne, Amsterdam, Wiedeń

1967
- Galerie Dahms, Wiesbaden

1968
- Musée des Beaux-Arts et d’Archéologie Joseph Déchelette (z Winandem Victorem i Karlem Kürnerem), Roanne (Francja)

1970
- Galerie Seifert-Binder, Monachium

1976
- Spendhaus, Reutlingen
- 1980
- Galeria m. Paderborn „Am Abdinghof”

1982
- galeria miejska, Bad Oeynhausen
- Galerie im Kolpinghaus, Stuttgart-Bad Cannstatt

1983
- wystawy z okazji 80. urodzin:
  - Ratusz m. Reutlingen (ostatnia wystawa otwarta przez artystę)
  - Galeria m. Pfullingen „Im Kloster” (ostatnia wystawa przygotowana przez artystę, otwarta po jego śmierci)

1984 i 2002
- Gustav-Lübcke-Museum, Hamm (Westfalia)

1985
- zamek Neuhaus, Paderborn
- Uniwersytet w Bielefeldzie

1989 i 1993
- Galerie Schlichtenmaier na zamku Dätzingen, Grafenau

2007
- wystawa Fritz Ketz (1903–1983). Malarz między epokami w muzeum miejskim, Ludwigsburg

2011
- wystawa Fritz Ketz. Anarchia piękna, piękno anarchii na zamku Lüdinghausen

2012
- Muzeum Nysa, „Piękno anarchii” – grafika, rysunek i malarstwo Fritza Ketza

2014
- Fundacja Borussia, „Dom Mendelssohna, Olsztyn, Fritz Ketz Rysunek Malarstwo

2023
- Gminny Ośrodek Kultury, Laseczno (Iława), "Siła wrażeń, siła wyrazu - malarza w Karasiu"